# John and Elvis Are Dead
John and Elvis Are Dead è un singolo del cantante britannico George Michael, pubblicato nel 2005 ed estratto dall'album Patience.
Il brano è stato scritto da George Michael e David Austin. Nel titolo si fa riferimento a John Lennon e Elvis Presley.

## Tracce
- EP Digitale

1. John and Elvis Are Dead
2. Edith & the Kingpin (Live at Abbey Road)
3. Praying for Time (Live at Abbey Road)
4. For the Love (Of You)
5. Precious Box (Shapeshifters Remix)